# Lipová Lhota
Lipová Lhota je malá vesnice, část obce Budětice v okrese Klatovy v Plzeňském kraji. Nachází se asi dva kilometry západně od Budětic. Je zde evidováno 18 adres. V roce 2011 zde trvale žilo dvanáct obyvatel.
Lipová Lhota je také název katastrálního území o rozloze 1,6 km².

## Historie
První písemná zmínka o vesnici pochází z roku 1381.

## Obyvatelstvo
| Rok            | 1869 | 1880 | 1890 | 1900 | 1910 | 1921 | 1930 | 1950 | 1961 | 1970 | 1980 | 1991 | 2001 | 2011 | 2021 |
| -------------- | ---- | ---- | ---- | ---- | ---- | ---- | ---- | ---- | ---- | ---- | ---- | ---- | ---- | ---- | ---- |
| Počet obyvatel | 132  | 124  | 125  | 104  | 106  | 113  | 88   | 53   | 38   | 35   | 26   | 11   | 20   | 12   | 14   |
| Počet domů     | 17   | 17   | 17   | 17   | 17   | 17   | 17   | 17   | 17   | 13   | 9    | 9    | 17   | 17   | 17   |

## Galerie

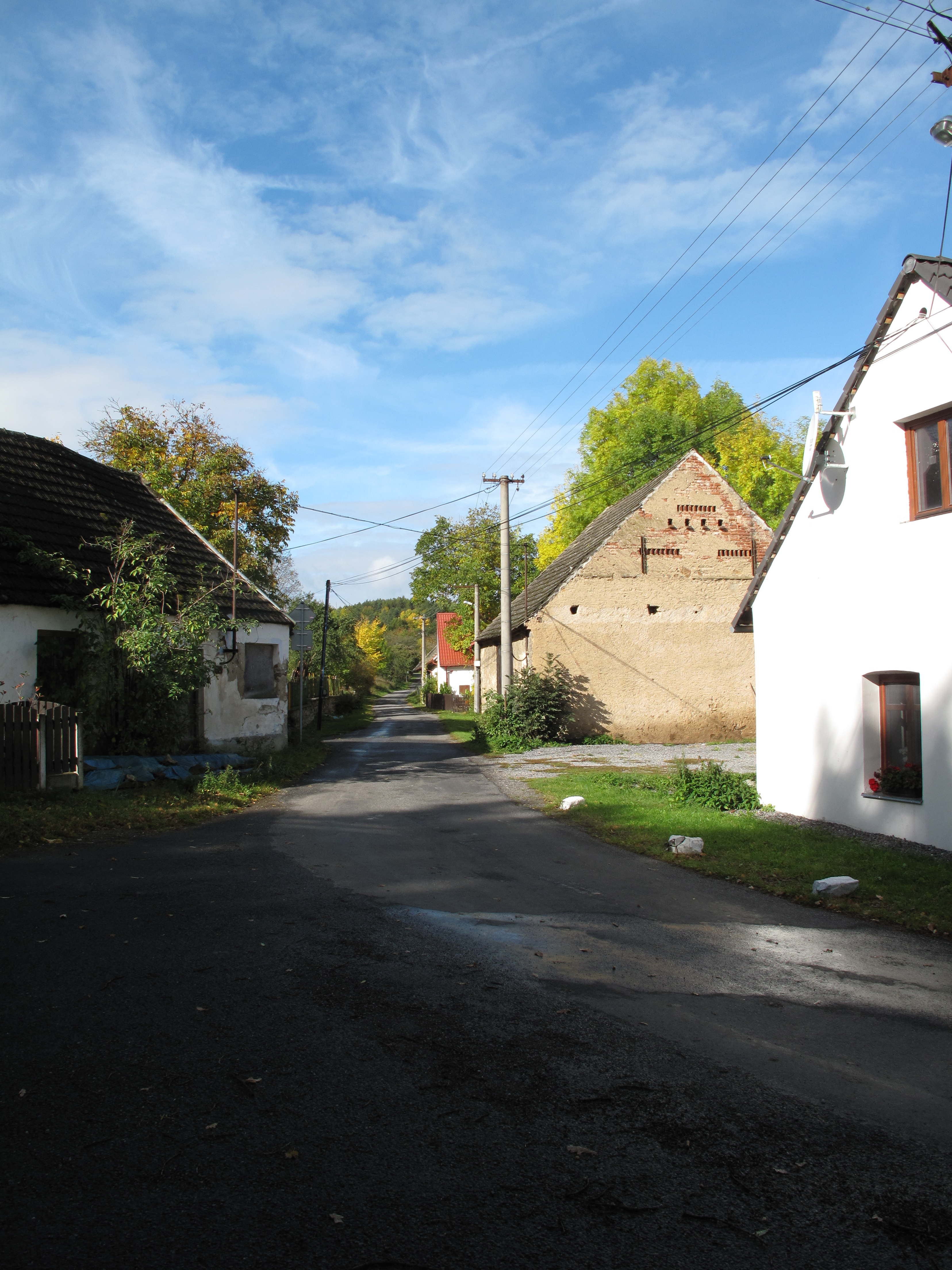
Cesta
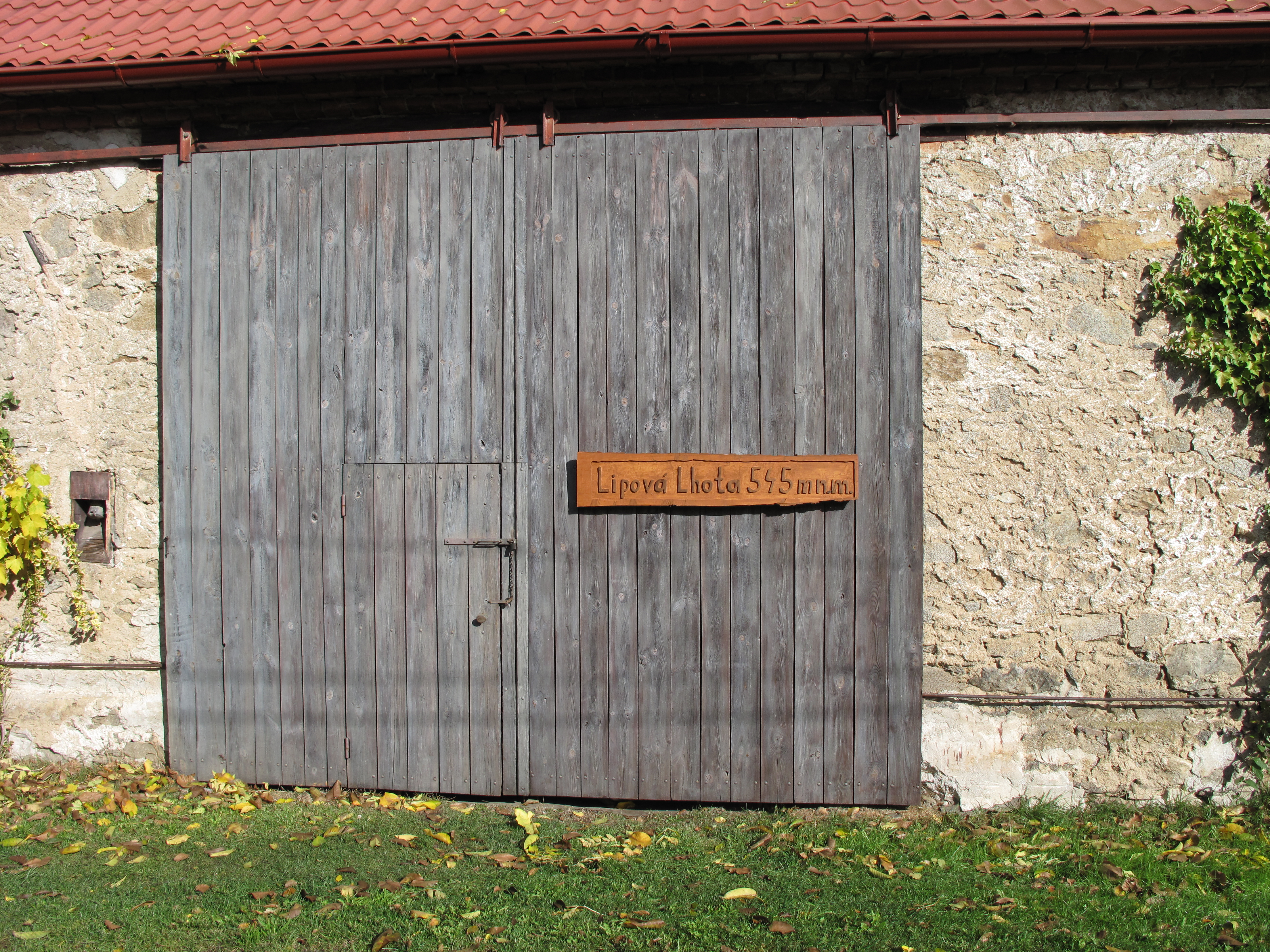
Vrata
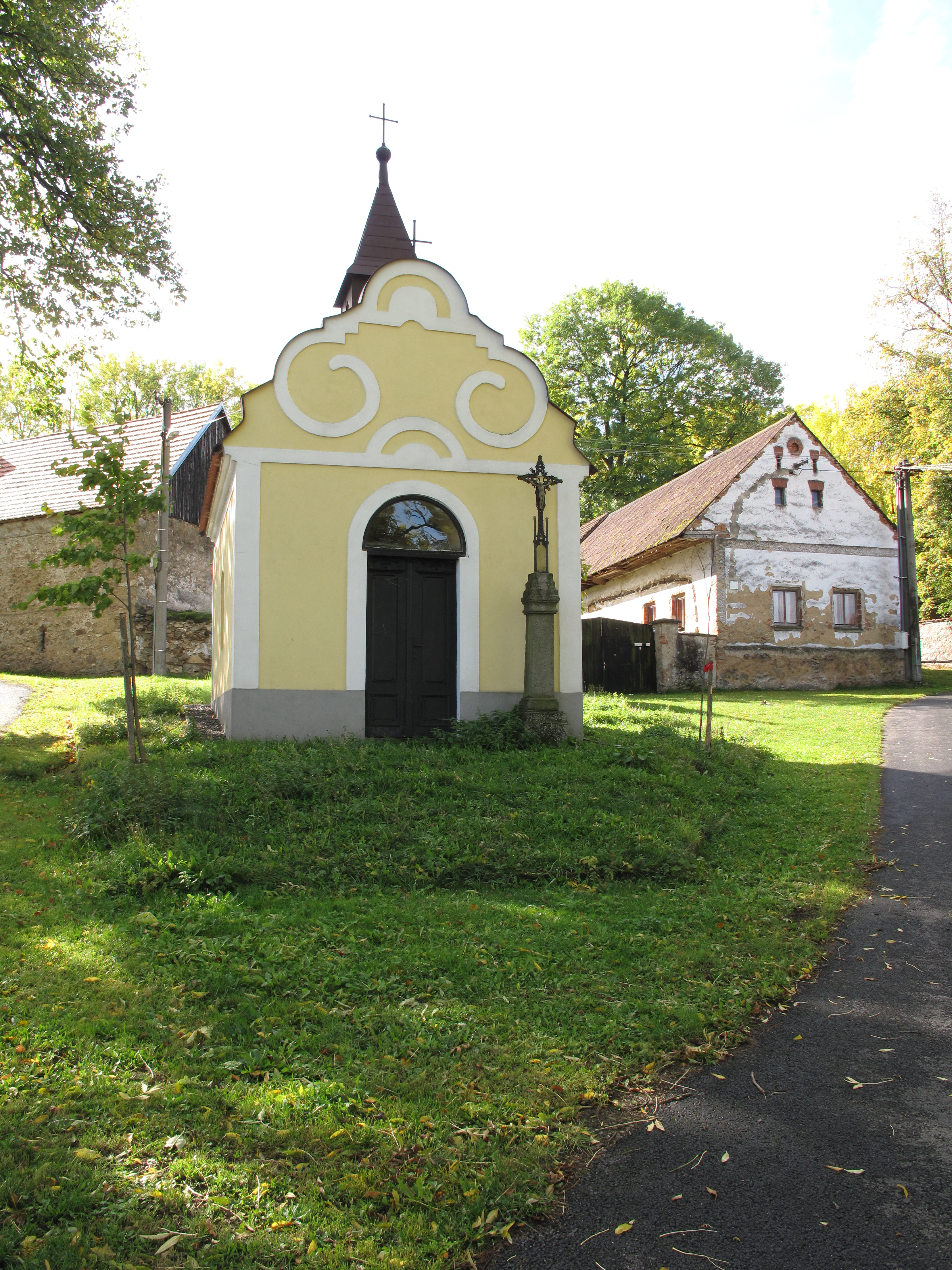
Kaplička